# Musée de la métallurgie ardennaise
Le Musée de la métallurgie ardennaise (M.M.A.) est consacré à l'histoire de la métallurgie dans la vallée de la Meuse, en Ardennes.
C’est un musée implanté situé en sortie de Bogny-sur-Meuse, dans un ancien bâtiment industriel. Le travail et la transformation des métaux ont inscrit profondément leur empreinte dans le paysage et dans le tissu urbain, dans le nord du département des Ardennes, et marqué plusieurs générations. Elles occupent encore aujourd'hui des dizaines de milliers de personnes, dans la vallée de la Meuse et de ses principaux affluents.

## Histoire du musée
La métallurgie ardennaise a démarré avec les forges, utilisant un savoir-faire qui s'est transmis dans la vallée de la Meuse, et avec la fabrication d'armes, les manufactures royales de Charleville et de Nouzon assemblant des pièces réalisées dans des ateliers artisanaux disséminés dans les bourgs et villages des environs. Puis vient la fabrication de clous, réalisés manuellement dans de minuscules ateliers. La clouterie mécanique apparaît en 1827, la tréfilerie en 1830, la boulonnerie mécanique en 1835. À partir de 1850, le développement des chemins de fer permet la création de fonderie et d'ateliers d'estampage industriels. Puis d'autres besoins surgissent avec le développement en France des marchés automobiles, d'appareils de chauffage et d’électroménager. Le pic en termes d'emploi est atteint en 1975, année des premières crises de la métallurgie. 
En 1986, la région Champagne-Ardenne entame une démarche, avec quelques historiens et scientifiques, pour mieux mettre en exergue l'image de la vallée de la Meuse comme territoire industriel, de la clouterie artisanale et des premières forges jusqu'à aujourd'hui, au travers des hommes, de leurs savoir-faire, et de la diversité d'objets produits.
Au cours de l'été et l'automne 1987, une exposition sur la longue histoire de la métallurgie ardennaise est présentée à Nouzonville, dans l'usine désaffectée de la Société Ardennaise d'Essieux, près de la gare. Réalisée par un ethnologue, Marc André, un historien, René Colinet, avec la participation du sculpteur Hervé Tonglet (également maire de Laifour), elle rencontre un succès.
À l'été 1989, l'exposition nouzonnaise est transférée à Bogny-sur-Meuse, dans une travée de l'ancienne Manufacture ardennaise de boulons et ferrures de wagons. D'anciens métallurgistes avaient déjà rassemblé en ce bâtiment, vestige d'une usine désaffectée plus importante, des machines et des objets significatifs de l'activité métallurgique, entre Meuse, Goutelle et Semoy. C'est une première ébauche d'un lieu culturel consacré à la métallurgie ardennaise.
L'idée s'affine durant la décennie suivante. Sous l'action du Président de la Communauté de communes Meuse et Semoy, Erik Pilardeau, le projet prend un nouveau départ au début des années 2000. Un comité de pilotage est constitué. Le lieu est grandi, et transformé. La muséographie est renouvelée en faisant plus fortement appel aux images et aux sons. Et le MMA ouvre ses portes en mai 2009,.

## Description

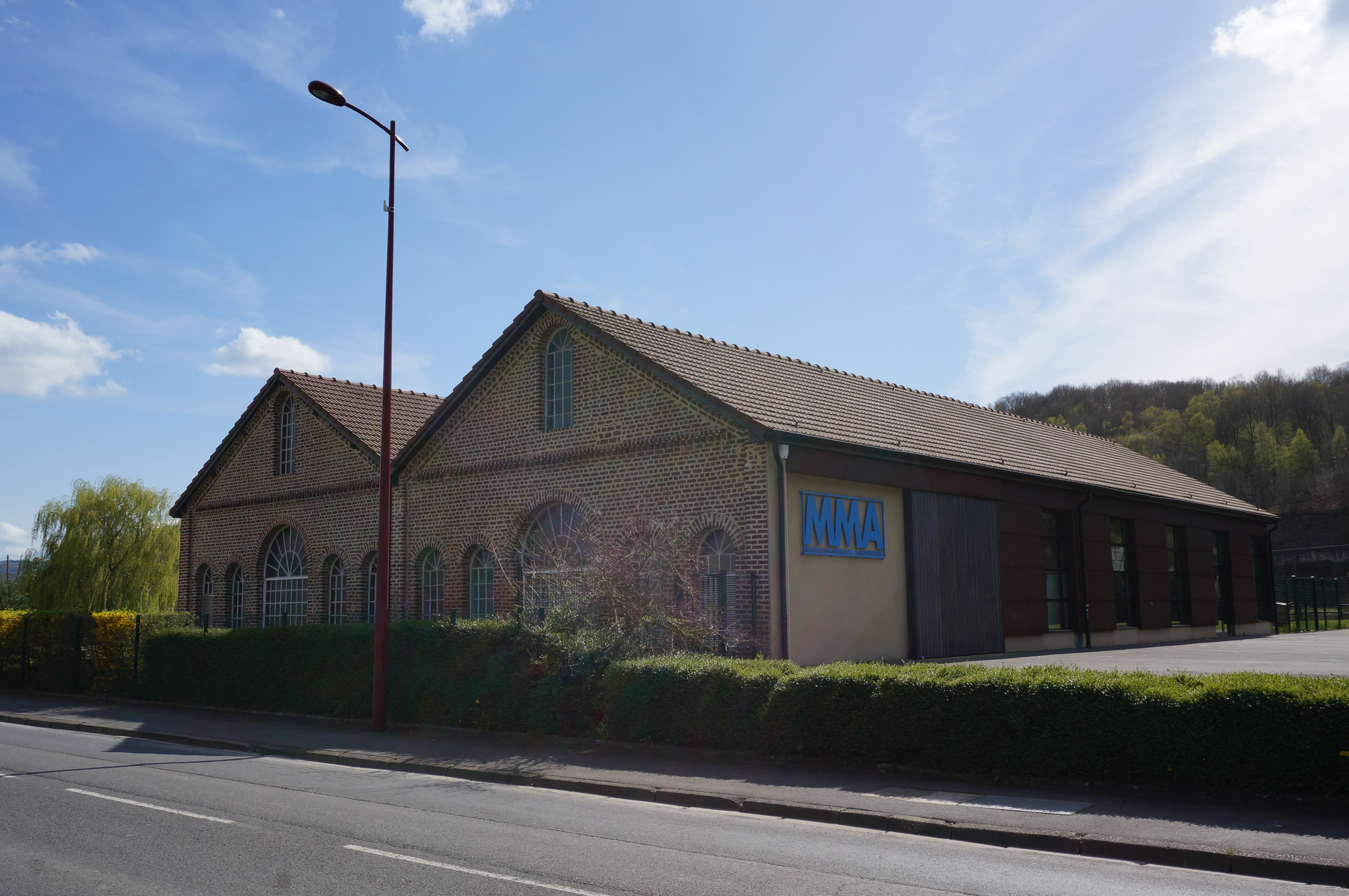
Le bâtiment une ancienne usine.

Le musée est installé dans un ancien bâtiment industriel, face aux rochers des Quatre fils Aymon.
La visite débute par une vidéo présentant des témoignages de salariés ou d'anciens salariés d'entreprises métallurgiques, exposant leur parcours professionnel, leurs souvenirs, la technicité acquise. Et leur attachement à ce métier, malgré les conditions de travail difficiles en production, bruits, odeurs, etc.
L'évolution des procédés et des machines est ensuite présentée concrètement dans une série de stands, des petits ateliers d'artisans aux installations des ateliers industriels. En entrée, la reconstitution d'un atelier de cloutier est saisissante, avec les images d'un chien s'élançant au gong et entraînant une roue qui met en mouvement les soufflets d'une forge. L'origine modeste des patrons emblématiques du passage du mode artisanal au mode industriel est rappelée, ainsi que leur mode de gestion. C'est un capitalisme familial, paternaliste, avec une dimension sociale indéniable (caisse de secours, crèche, maisons ouvrière, etc.), mais qui est confronté aussi à des luttes sociales, avec les prémisses d'organisations de salariés mises en place pour défendre leurs intérêts. Le musée rappelle succinctement le rôle de Jean-Baptiste Clément dans l'introduction des syndicats et des coopératives ouvrières. La diversité de cette industrie en Ardennes est illustrée par des exemples d'ateliers de clouterie industrielle, de boulonnerie, de forges, et d'estampage.
Le musée comprend également une partie sensorielle, le parcours de Paulin, créé par le sculpteur-métallier Eric Sléziak en l’honneur de Paulin Caniard, un des métallurgistes à l’origine du musée. Enfin, des vitrines exposent les productions actuelles, ainsi que les évolutions technologiques sur des procédés de conception et de fabrication (robots, conception assistée par ordinateur, etc.).

Exemples de machines et de dispositifs exposés
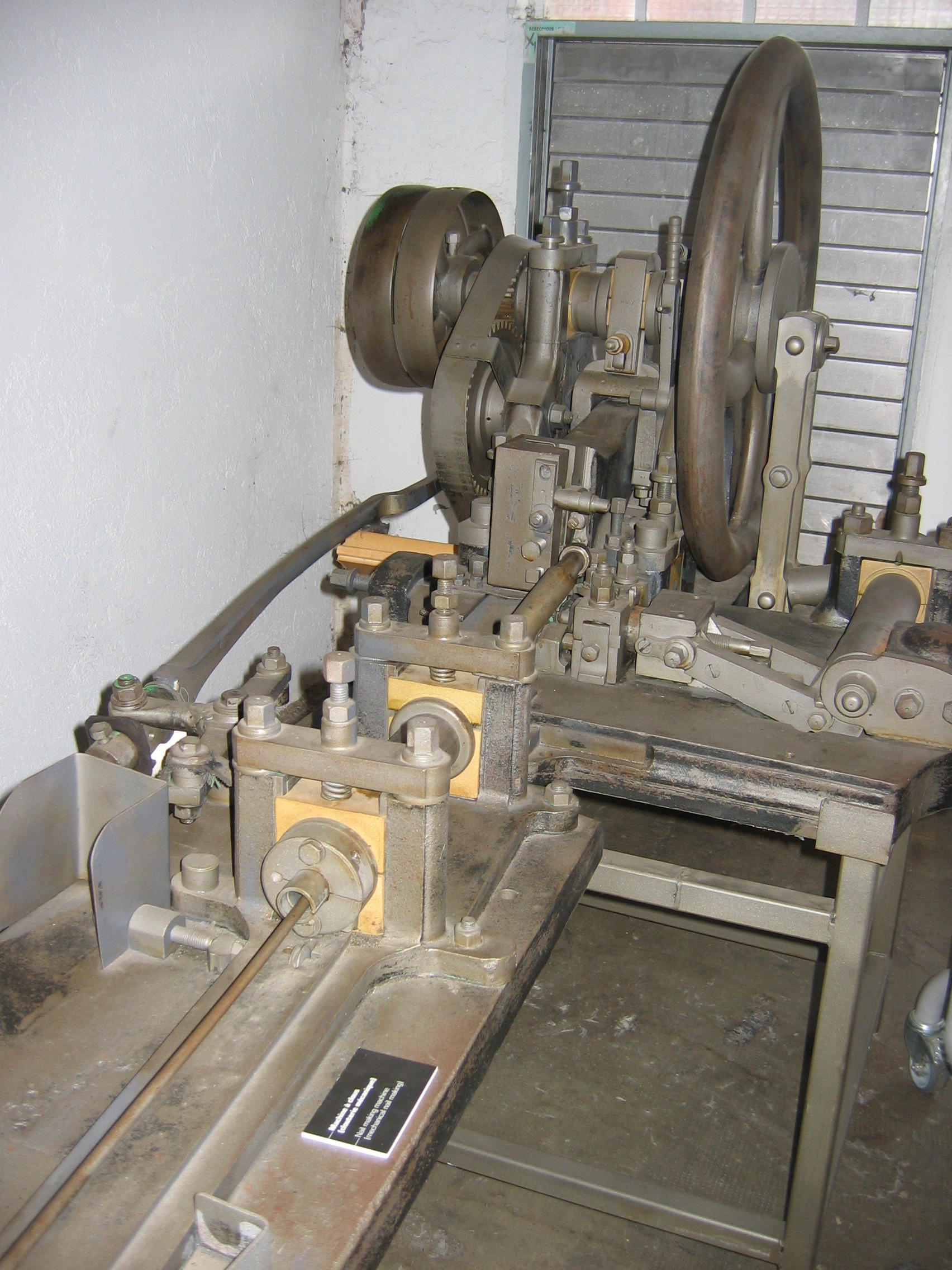
Machine à clous,
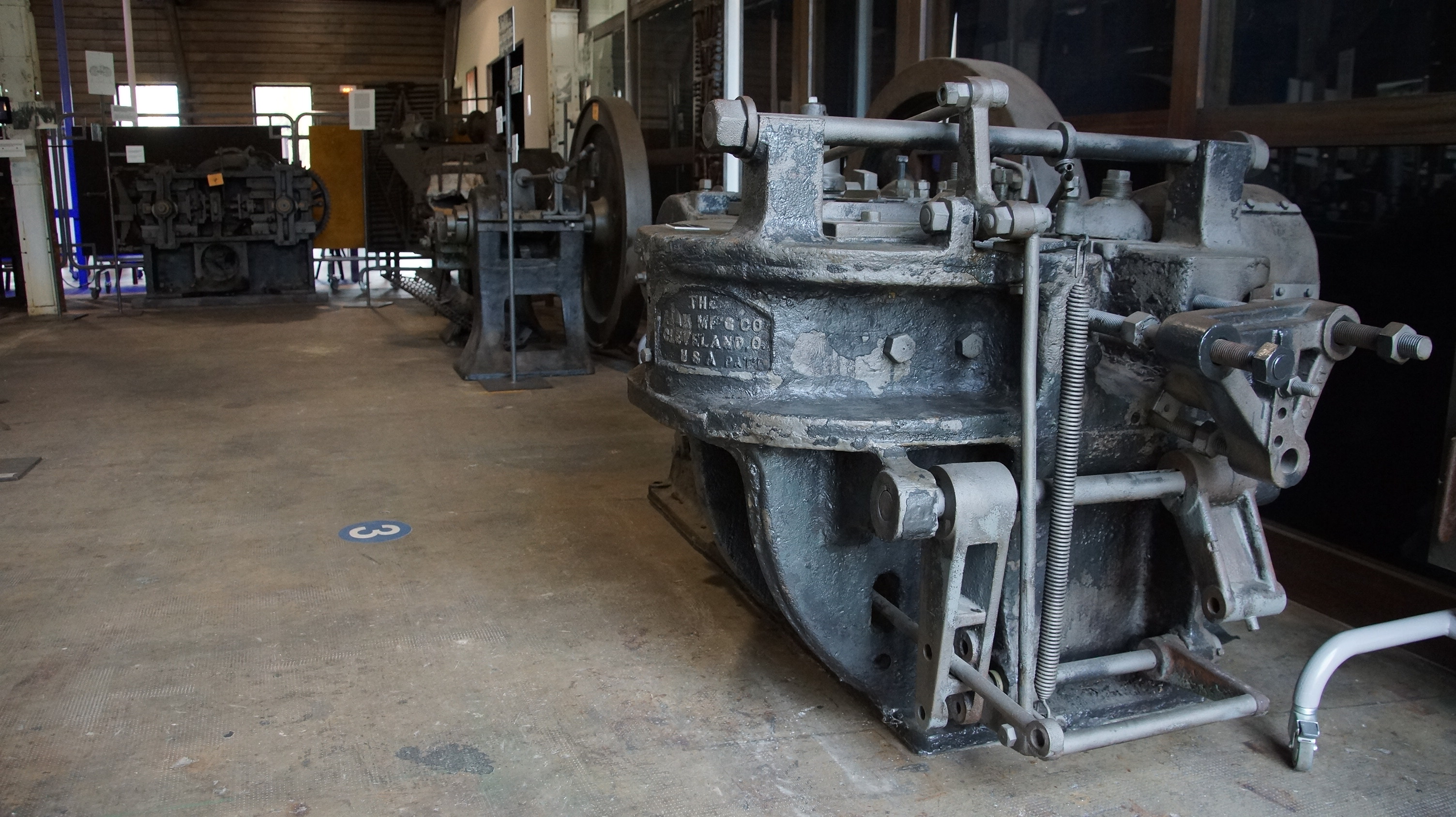
Quelques machines,
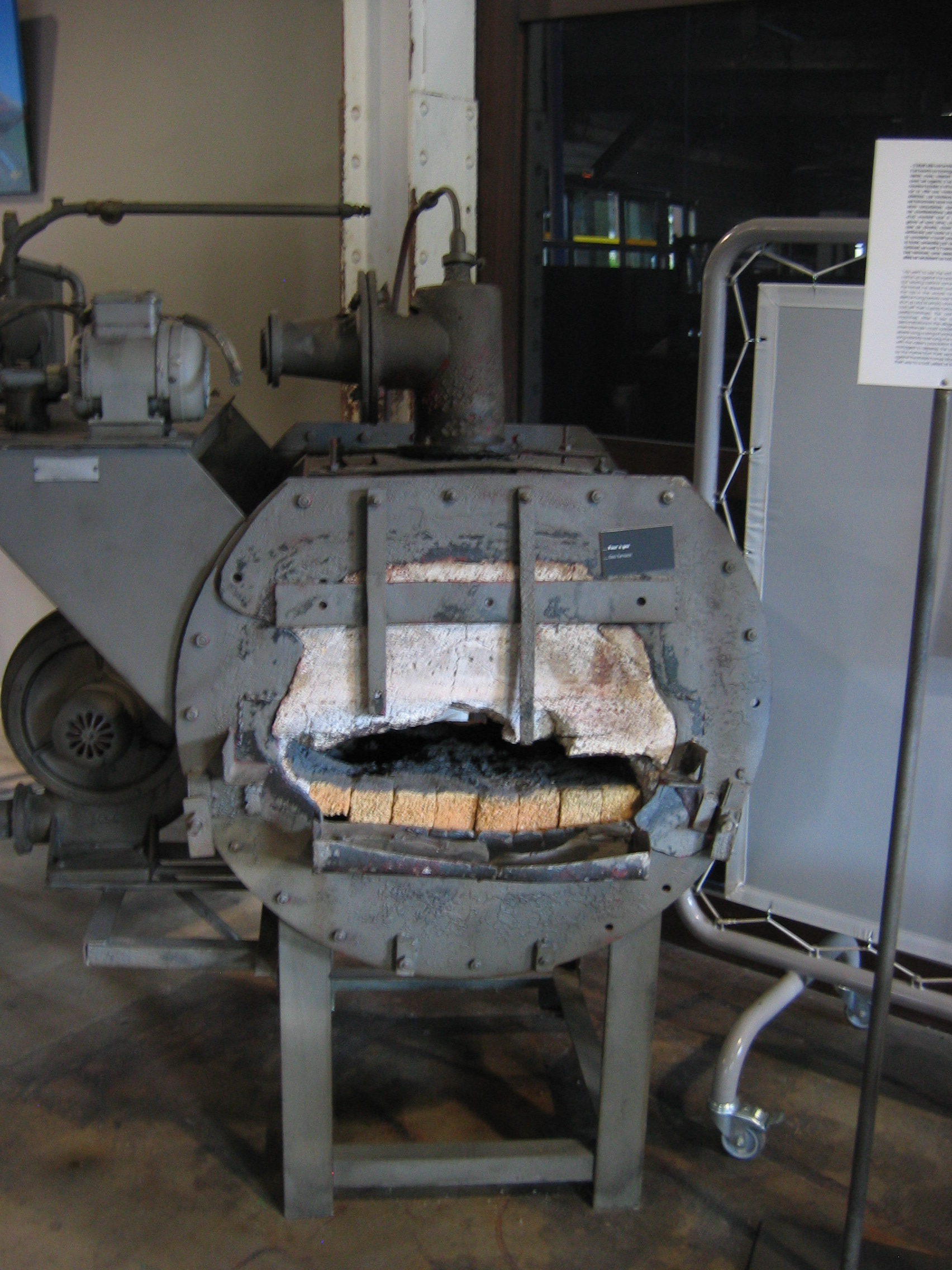
Four à gaz,
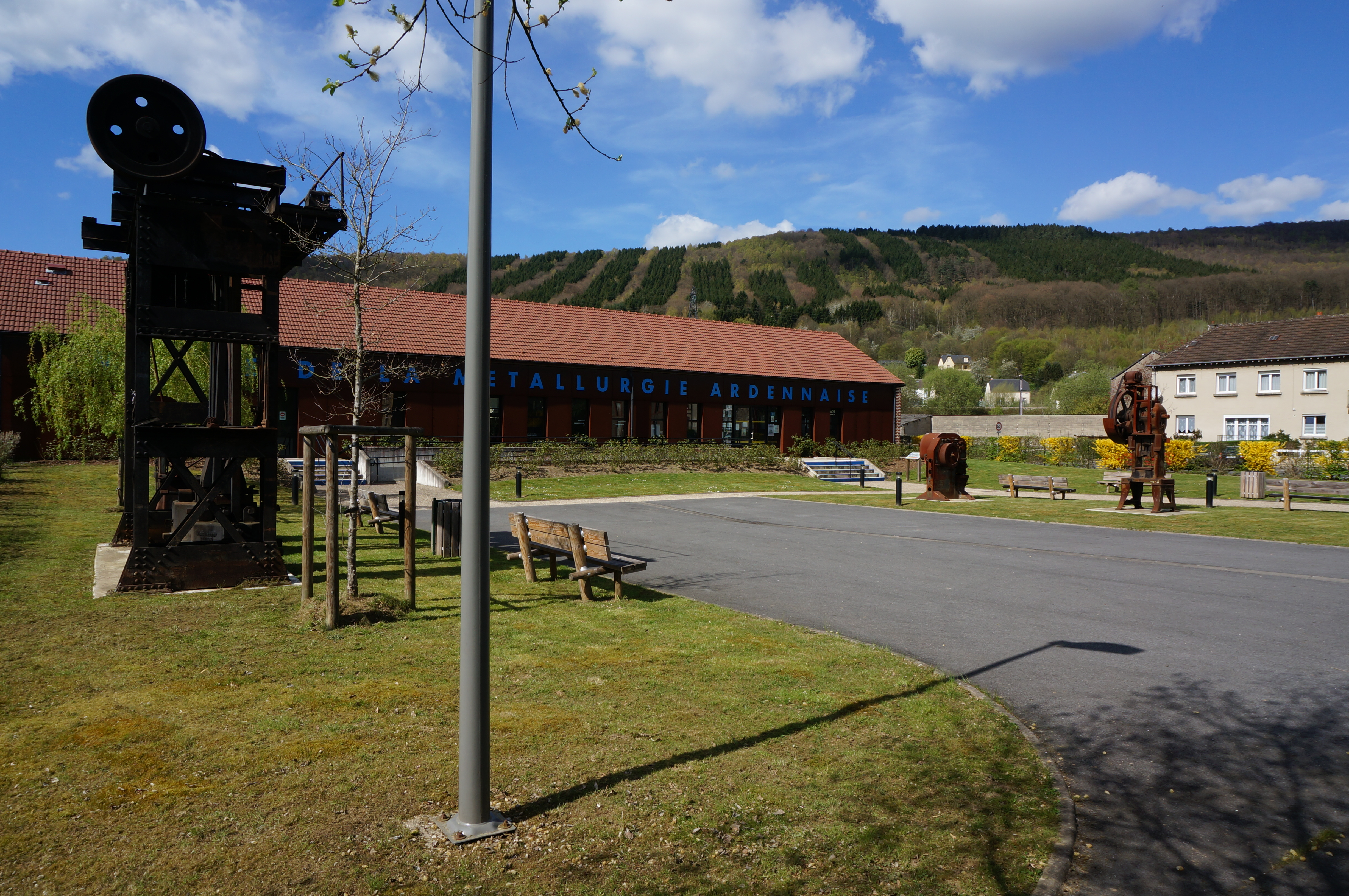
Face aux rochers, machines sur le parc de stationnement.